# Referendumul pentru independența Georgiei din 1991
Un referendum pentru independență a avut loc în Republica Georgia la 31 martie 1991. În favoarea independenței au votat 99,5% dintre alegători.

## Context
Organizarea referendumului a fost ratificată de Consiliul Suprem al Georgiei, care a fost ales în primele alegeri cu mai multe partide desfășurate în Georgia sovietică în octombrie 1990 și a fost dominat de blocul proindependență Masa Rotundă - Georgia Liberă, condus de disidentul din era sovietică Zviad Gamsakhurdia. Boicotând în mai mare parte referendumul panunional privind menținerea federației din 17 martie 1991 și negocierile privind încheierea unui nou tratat unional, Georgia a devenit a patra republică sovietică, după cele trei state baltice (Lituania la 9 februarie 1991 și Letonia și Estonia la 3 martie), care a organizat un referendum cu privire la independență.
Singura întrebare a referendumului a fost: „Susțineți restabilirea independenței Georgiei în conformitate cu Actul Declarației de Independență a Georgiei din 26 mai 1918?” Rezultatele oficiale au arătat o susținere publică de peste 99% a independenței Georgiei, cu o participare la vot de 90,6%. Din cauza conflictelor cu caracter etnic aflate în curs de desfășurare, procesul de votare a fost boicotat în mare parte de populația negeorgiană din regiunile autonome Abhazia și Osetia de Sud.
La patru zile după ce au fost anunțate rezultatele finale, Consiliul Suprem al Georgiei a adoptat în unanimitate declarația de independență a țării cu prilejul aniversării a 2 ani de la represiunea de către armata sovietică a protestelor pașnice de la Tbilisi din 9 aprilie 1989.
Referendumul a coincis cu o vizită privată în Georgia a fostului președinte american Richard Nixon, care a vizitat câteva secții de votare din capitala Tbilisi, înainte de a pleca spre Moscova în cursul aceleiași zile.

## Rezultate
| Alegere                 | Voturi    | %    |
| ----------------------- | --------- | ---- |
| Pentru                  | 3.295.493 | 99,5 |
| Împotriva               | 16.917    | 0,5  |
| Voturi nevalide/albe    | 13.690    | -    |
| Total                   | 3.326.100 | 100  |
| Sursa: Nohlen și colab. |           |      |